# Slim Gaillard
Bulee „Slim” Gaillard (ur. 4 stycznia 1916 w Pensacola, zm. 26 lutego 1991 w Londynie) – amerykański piosenkarz, autor piosenek, pianista i gitarzysta, znany przede wszystkim ze swym umiejętności śpiewania scatem oraz błyskotliwej grze słów wykorzystywanej w swoich piosenkach.
Wbrew dość powszechnej opinii, Gaillard nie urodził się w Santa Clara na Kubie jako syn Greka i Kubanki, co często jest podawane, ale urodził się w Pensacola w stanie Floryda jako syn niemieckiego imigranta Theopolousa Rothschilda i amerykanki Lisy Gaillard. Dorastał w Detroit, a w latach 30. przeniósł się do Nowego Jorku.
Na prawdziwą scenę muzyki jazzowej wszedł w latach 30. jako członek Slim & Slam, formacji, którą założył wspólnie z basistą Slamem Stewartem. Największe ich hity z tamtego okresu to Flat Foot Floogie, Cement Mixer (Puti Puti) i The Groove Juice Special. Duet wystąpił w filmie Hellzapoppin' w 1941 roku.
W latach 40. i później występował z takim artystami jak Charlie Parker, Dizzy Gillespie, Flip Phillips czy Coleman Hawkins. Gaillard potrafił grać na wielu instrumentach, zawsze miał świetny kontakt z publicznością i często jego koncerty zamieniały się w muzyczne popisy.
W latach 70. pojawił się w telewizji w miniserialu Roots: The New Generation, a we wczesnych latach 80. dawał koncerty między innymi z Arnettem Cobbem. Grywał również dla BBC z George’em Mellym i z zespołem John Chiltons Feetwarmers. W 1986 roku zaśpiewał piosenkę Selling Out w musicalu Absolute Beginners.
Córka Gaillarda, Janis Hunter była życiową partnerką i żoną (w latach 1977–1981) Marvina Gaye’a. Z tego związku urodziła się dwójka dzieci, w tym piosenkarka i aktorka Nona Gaye (ur. 1974).